# 聖霊女子短期大学
聖霊女子短期大学（せいれいじょしたんきだいがく、英語: Seirei Women's Junior College）は、秋田県秋田市寺内高野10番33号に本部を置く日本の私立大学。1908年創立、1954年大学設置。大学の略称は聖霊短大。

## 概観

### 大学全体
- 秋田県秋田市に所在する日本の私立短期大学で、設置主体は学校法人聖霊学園[1]。
- 1889年にオランダでカトリックの女子修道女会・聖霊会が設立され、来日した修道女によって1908年に幼稚園（現在の聖霊女子短期大学付属幼稚園・保育園）が設置された。この幼稚園が学校法人の起源である。
- 1954年に短期大学として開学。以後、学科・専攻の増減により現在は1学科3専攻、1専攻科からなる。

### 建学の精神（校訓・理念・学是）
- 「光の子として歩みなさい」[注 3]

### 教育および研究
- 聖霊女子短期大学には、生活文化学科がある。生活文化科には生活科学全般について学ぶ生活文化専攻、栄養士養成を行っている健康栄養専攻、保育者を育成する生活子ども専攻がある。文化コミュニケーション科では、語学や文化に関する科目ほか、｢秋田の地域文化｣といった本短大独自の科目もある。一般教育科目では、｢キリスト教学｣がある。

### 学風および特色
- 聖霊女子短期大学はキリスト教をベースとした教育が行われている関係上、入学式やクリスマス、卒業式などでの宗教的儀礼としてミサが行われている。
- 秋田公共職業安定所では、「公共職業訓練 長期高度人材育成コース」の中に、「保育士養成科（2年）」および「栄養士養成科（2年）」が本学において設定（いわゆる、委託訓練）されてあり、前者は、聖園学園短期大学も訓練施設として設定されている。ただし、本学は女子短期大学であることから、両養成科ともに訓練生の受入は女性に限定されている。

## 沿革
- 1908年
  - オランダのアーノルド・ヤンセン及びシスタ・ピア（園部ピア）ら4人の修道女により設立された聖霊学園に始まる[2]。
- 1951年
  - 11月7日 学校法人が成立する[3]。
- 1954年
  - 2月25日 左記を以て文部省[注 4]より短期大学の設置が認可される[注 5]。
  - 4月1日 聖霊女子短期大学が以下の学科体制にて開学[7]。 
    - 家庭科[注釈 1]
    - 英語科[注釈 1]

  - 5月1日 学生数[8]/定員
    - 家庭科 67[注釈 2]/40
    - 英語科 22[注釈 2]/40
- 1956年
  - 3月31日 別科の設置が認められ、以下の課程を設ける[9]。
    - 家庭専修 入学定員40名
- 1958年
  - 5月1日 学生数[10]/定員
    - 家庭科 77[注釈 2]/80
    - 英語科 23[注釈 2]/80
- 1966年
  - 4月1日 入学定員を以下の通り増員する[注 6]。
    - 家庭科 40→100
    - 英語科 40→100

  - 5月1日 学生数[14]/定員
    - 家庭科 203[注釈 2]/140
    - 英語科 187[注釈 2]/140
- 1968年
  - 4月1日 以下の学科を増設する[注 7]。
    - 音楽科 入学定員20名

  - 同 家庭科を家政科に改称[注 8]。
  - キャンパス移転される[19]。
  - 5月1日 学生数[20]/定員
    - 家政科 163[注釈 2]/200
    - 英語科 168[注釈 2]/200
    - 音楽科 17[注釈 2]/20
- 1969年
  - 8月26日 昭和天皇、香淳皇后の来県に合わせ、行幸啓先の一つとなる[21]。
- 1970年
  - 5月1日 学生数[22]/定員
    - 家政科 169[注釈 2]/200
    - 英語科 192[注釈 2]/200
    - 音楽科 40[注釈 2]/40
- 1977年
  - 3月31日 以下ついては左記をもって正式に廃止とする[23]。
    - 別科家政専修
- 1982年
  - 4月1日 学科の入学定員増を以下の通り行う[注 9]。
    - 家政科 100→140
    - 英語科 100→150
    - 音楽科 20→30

  - 5月1日 学生数[29]/定員
    - 家政科 270[注釈 2]/240
    - 英語科 317[注釈 2]/250
    - 音楽科 61[注釈 2]/50
- 1985年
  - 5月1日 学生数[30]/定員
    - 家政科 216[注釈 2]/280
    - 英語科 279[注釈 2]/300
    - 音楽科 58[注釈 2]/60
- 1986年
  - 5月1日 学生数[31]/定員
    - 家政科 261[注釈 2]/280
    - 英語科 305[注釈 2]/300
    - 音楽科 60[注釈 2]/60
- 1987年
  - 5月1日 学生数[32]/定員
    - 家政科 312[注釈 2]/280
    - 英語科 326[注釈 2]/300
    - 音楽科 67[注釈 2]/60
- 1990年
  - 4月1日 家政科を生活文化科に改称[33]。
- 1990年
  - 5月1日 学生数[34]/定員
    - 生活文化科 304[注釈 2]/280
    - 英語科 311[注釈 2]/300
    - 音楽科 67[注釈 2]/60
- 1992年
  - 5月1日 学生数[注 10]/定員
    - 生活文化科 307[注釈 2]/280
    - 英語科 310[注釈 2]/300
    - 音楽科 63[注釈 2]/60
- 1996年
  - 4月1日 専攻科の設置が認められ、以下の課程を設ける[37]。
    - 生活文化専攻[注釈 3]入学定員10名
    - 英語専攻[注釈 3]入学定員10名
    - 音楽専攻 入学定員3名
- 1998年
  - 4月1日 生活文化学科を以下の通り専攻分離する[注 11]。
    - 生活文化専攻 入学定員100名
    - 健康栄養専攻 入学定員40名
- 1999年
  - 5月1日 学生数[40]/定員
    - 生活文化科 260[注釈 2]/280
    - 英語科 154[注釈 2]/300
    - 音楽科 52[注釈 2]/60
- 2000年
  - 4月1日 英語科を文化コミュニケーション科に名称変更し、入学定員を150→100に減員[注 12]。
  - 同 専攻科に以下の課程を設ける。
    - 健康栄養専攻[注釈 3]入学定員10名
- 2001年
  - 4月1日 生活文化科の各専攻について以下の通り変更する[44]。
    - 生活文化専攻 100→80
    - 健康栄養専攻 40→60
- 2002年
  - 以下についてはこの年度をもって正式に廃止とする[45]。
    - 英語専攻
- 2003年
  - 10月1日 住居表示実施により、所在地の住所が、秋田市寺内字高野62番地2から秋田市寺内高野10番33号に変更[注 13]。
- 2004年
  - 4月1日 文化コミュニケーション科の入学定員を100→60に減員[46]。
- 2005年
  - 以下についてはこの年度をもって正式に廃止とする[47]。
    - 生活文化専攻
- 2007年
  - 4月1日 以下の学科については、この年度で学生募集を最終とする[注 14]。
    - 音楽科
- 2008年
  - 3月31日 以下についてはこの年度をもって正式に廃止とする[49]。
    - 音楽専攻

  - 4月1日 生活文化科に以下の課程を増設する[48]。
    - 生活こども専攻 入学定員50名[注 15]
- 2009年
  - 3月31日 以下の学科については左記をもって正式に廃止とする[50]。
    - 音楽科

  - 4月1日 以下の学科については、この年度で学生募集を最終とする[注 16]。
    - 文化コミュニケーション科
- 2010年
  - 4月1日 生活文化科生活文化専攻の入学定員を30→90に増員[51]。
  - 同 専攻科健康栄養専攻の入学定員を10→15に増員[52]。
- 2011年
  - 3月31日 以下の学科については左記をもって正式に廃止とする[53]。
    - 文化コミュニケーション科
- 2018年
  - 4月1日 生活文化科生活文化専攻の入学定員を90→50に減員[54]。

## 基礎データ

### 所在地
- 秋田県秋田市寺内高野10番33号

### 交通アクセス
- JR羽越本線・奥羽本線秋田駅より秋田中央交通バスで土崎方面行きバスに乗車。高野二区または裏参道バス停下車、徒歩約5分。地図上では、奥羽本線土崎駅や泉外旭川駅が近いように見えるが、徒歩利用だとかなりの距離がある。

### 象徴
- 聖霊女子短期大学のカレッジマークは右記資料を参照のこと[注 17]。

## 教育および研究

### 組織

#### 学科
- 生活文化科
  - 生活文化専攻 入学定員50名[1]
  - 健康栄養専攻 入学定員60名[1]
  - 生活子ども専攻 入学定員50名[1]

##### 過去にあった学科
- 音楽科 入学定員30名[注 18]
- 文化コミュニケーション科 入学定員60名[注 19]

#### 専攻科
- 健康栄養専攻 入学定員15名[1]

##### 過去にあった課程
- 音楽専攻 入学定員3名[57]
- 生活文化専攻 入学定員10名[38]
- 英語専攻 入学定員10名[38]

#### 別科
- 家庭専修 入学定員40名[58]

##### 取得資格・免許状について
資格
- 栄養士：生活文化科健康栄養専攻にて取得できる。専攻科では、管理栄養士受験資格への道がある。但し、修了後1年以上の実務経験を要する。
- 保育士：生活文化科生活こども専攻にて取得できる。
- おもちゃインストラクター：生活文化科生活こども専攻にて必要な科目を追加して履修する事により取得できる。
- 秘書士：生活文化科にて取得できる。
- ビジネス実務士：生活文化科にて取得できる。
- 情報処理士：生活文化科にて取得できる。

教職課程
- 幼稚園教諭二種免許状：生活文化科生活こども専攻にて授与申請できる。
- 栄養教諭二種免許状...生活文化科健康栄養専攻にて授与申請できる。栄養士課程の科目履修と同時に行うことが条件となっている。

受験資格
- フードスペシャリスト：生活文化学科健康栄養専攻にて取得できる

検定合格までの指導が受けられ、検定合格で得られる資格
- フードスペシャリスト資格認定試験：生活文化科健康栄養専攻にて取得できる。
- ビジネス実務マナー検定：生活文化科健康栄養専攻にて取得できる。
- ビジネス文書検定：生活文化科健康栄養専攻にて取得できる。
- サービス接遇検定：生活文化科健康栄養専攻にて取得できる。
- ビジネス電話検定：生活文化科健康栄養専攻にて取得できる。
- 日本語ワープロ検定：生活文化科健康栄養専攻にて取得できる。
- 情報処理技能検定：生活文化科健康栄養専攻にて取得できる。

資格取得・検定試験合格指導が受けられ、合格すれば得られる資格・検定
- 秘書士：生活文化学科にて取得できる
- 情報処理士：生活文化学科にて取得できる
- ビジネス実務士：生活文化学科にて取得できる
- 秘書検定：生活文化学科にて取得できる
- ビジネス実務マナー検定：生活文化学科にて取得できる
- ビジネス文書検定：生活文化学科にて取得できる
- サービス接遇検定：生活文化学科にて取得できる
- ビジネス電話検定：生活文化学科にて取得できる
- 日本語ワープロ検定：生活文化学科にて取得できる
- 情報処理技能検定：生活文化学科にて取得できる
- TOEIC：生活文化学科生活文化専攻にて取得できる
- TOEFL：生活文化学科生活文化専攻にて取得できる

など
- 過去には中学校教諭二種免許状の課程が設置されていた。
  - 英語：文化コミュニケーション学科の前身である英語科にて設置されていた[59]。
  - 家庭：旧来の家政科および生活文化学科生活文化専攻にて設置されていた[59]。
  - 保健：かつて旧来の家政科にて設置されていた[60]。
  - 音楽：かつて音楽科にて設置されていた[59]。
- 当初は中学校教諭ほか高等学校教諭仮免許状の教職課程を併設[60]。
  - 英語：文化コミュニケーション学科の前身である英語科にて設置されていた。
  - 家庭：旧来の家政科および生活文化学科生活文化専攻にて設置されていた。
  - 保健：かつて旧来の家政科にて設置されていた。

### 研究
- 『聖霊女子短期大学紀要』[61]

## 学生生活

### 部活動・クラブ活動・サークル活動
- 聖霊女子短期大学のクラブ活動
  - 体育系：テニス・バドミントンほか
  - 文化系：調理・茶道のほか｢フィリピン研究会｣や｢カトリック研究会｣と称したものまである。

### 学園祭
- 聖霊女子短期大学の学園祭は「ピア祭」と呼ばれ毎年、概ね10月に行われている。聖霊学園の創始者であるシスター・ピアにちなんでいるものとみられる。

## 施設

### キャンパス
- ピア館：生活文化科棟となっている。
- ザビエル館：情報教育棟およびグローバルラウンジがある。
- マリア館：管理棟となっている。
- セシリア館：かつての音楽科棟。
- セシリアホール
- ヤンセンホール
- ヨゼフ棟：管理棟となっている。
- チャペル
- カトリックライブラリー
- 運動場・テニスコート

## 対外関係

### 他大学との協定

#### アメリカ
- ノートルダム大学

## 社会との関わり
- 本短大で行われている活動の一つに、募金活動がある。

## 卒業後の進路について

### 編入学・進学実績
- 生活文化科
  - 生活文化専攻：秋田大学・東北女子大学・東北福祉大学・和洋女子大学ほか
  - 健康栄養専攻：女子栄養大学・東京家政学院大学・徳島文理大学ほか
- 文化コミュニケーション学科（旧・英語科）：岩手大学・仙台白百合女子大学・東北学院大学・杏林大学・東京純心女子大学・武蔵野大学・京都ノートルダム女子大学ほか
- 音楽科：宮城学院女子大学・昭和音楽大学・エリザベト音楽大学ほか

## 同一法人の学校・園
- 聖霊学園高等学校
- 聖霊女子短期大学附属幼稚園・保育園